# Callochiton jeareyae
Callochiton jeareyae är en blötdjursart som beskrevs av Bruno Dell'Angelo och Mifsud 1998. Callochiton jeareyae ingår i släktet Callochiton och familjen Ischnochitonidae. Inga underarter finns listade i Catalogue of Life.